# Befotaka (district)
Befotaka is een district van Madagaskar in de regio Atsimo-Atsinanana. Het district telt 50.651 inwoners (2011) en heeft een oppervlakte van 3.097 km². De hoofdplaats is Befotaka.